# Altes Rathaus (Dalkeith)

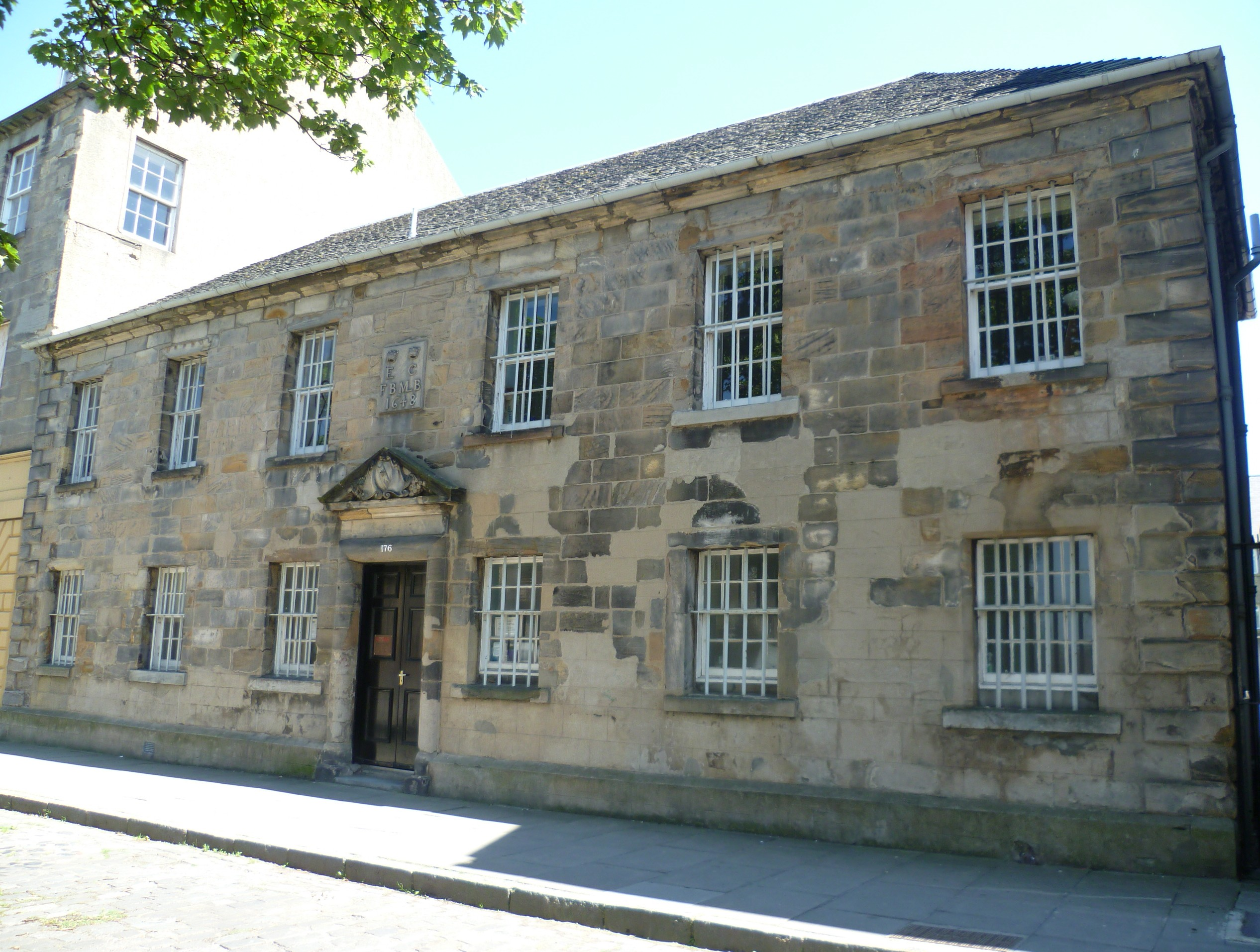
Altes Rathaus von Dalkeith

Bei dem Alten Rathaus von Dalkeith handelt es sich um das ehemalige Ratsgebäude des schottischen Burghs Dalkeith in der Council Area Midlothian. 1972 wurde das Bauwerk in die schottischen Denkmallisten in der höchsten Kategorie A aufgenommen. Des Weiteren bildet es zusammen mit verschiedenen umliegenden Gebäuden ein Denkmalensemble der Kategorie B. Bis 2001 war das Gebäude außerdem als Scheduled Monument klassifiziert.

## Geschichte
Im Jahre 1540 erhielt Dalkeith die Rechte eines Burgh of Barony. In der Folge musste ein Gebäude für die neuen administrativen Aufgaben gefunden werden. In den 1640er Jahren wurde schließlich ein Neubau beschlossen und das heutige alte Rathaus entstand im Jahre 1648. Architektonische Details deuten auf eine Überarbeitung im Laufe des 18. Jahrhunderts hin. Bis 1841 beherbergte es, wie zu dieser Zeit üblich, außerdem das Gefängnis. Wahrscheinlich wurde vor dem Gebäude im Jahre 1827 die vorletzte Hinrichtung in Schottland vollstreckt. Nachdem der Burgh Dalkeith ab 1878 als Police Burgh verwaltet wurde, endete die Unterbringung der Gerichtsbarkeit in den Räumlichkeiten. Später nutzten die örtliche wissenschaftliche Gesellschaft sowie die baptistische Kirche das ehemalige Rathaus als Versammlungsort. 1966 ging das Gebäude in den Besitz der St Mary’s Chapel über und wird seitdem als Gemeindezentrum genutzt.

## Beschreibung

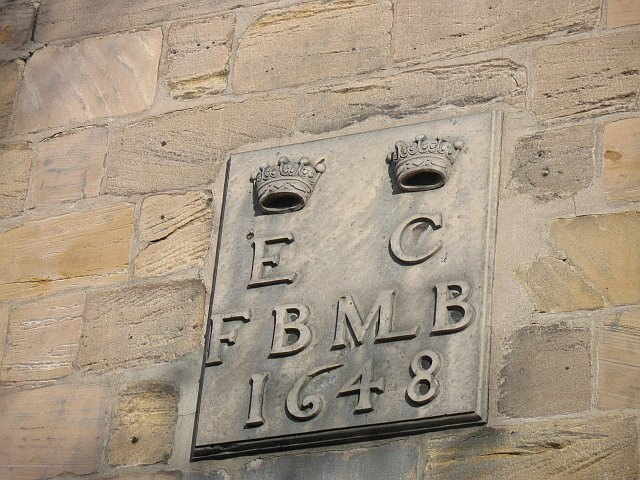
Detailansicht der Platte

Das zweistöckige alte Rathaus liegt gegenüber der St Nicholas Church an der High Street im alten Zentrum der Stadt. Die westexponierte Frontseite des klassizistischen Bauwerks ist sieben Achsen weit. Bossierte Ecksteine heben sich von dem Schichtenmauerwerk aus Quadersteinen ab. Ein ornamentierter Dreiecksgiebel bekrönt das mittige, zweiflüglige Eingangsportal. Darüber ist eine Platte mit dem Monogramm E[arl]F[rancis]B[uccleuch] von Francis Scott, 2. Earl of Buccleuch und dessen Ehefrau C[ountess]M[ary]L[eslie]B[uccleuch] eingelassen. Die Süd- und Ostfassaden sind mit Harl verputzt. An der rückwärtigen Ostseite geht ein flacher Anbau ab. Das Walmdach des ehemaligen Rathauses ist mit grauem Schiefer eingedeckt.